# Octavian Petric
Octavian Petric (n. 1 octombrie 1961) este un deputat român, ales în 2012 din partea Partidului Social Democrat. In anul 2016 Comitetul Executiv al PSD Satu Mare a votat lista candidaților pentru alegerile parlamentare, in urma numărării voturilor el s-a situat doar pe locul trei. Primul loc pe lista PSD fiind ocupat de Ioana Bran, pe poziția a doua Marcel Forțiu. Marcel Fortiu a decis să se retragă, cedând locul lui Octavian Petric. La sfârșitul anului 2018 Octavian Petric s-a retras din PSD și s-a înscris in partidul lui Victor Ponta. El a declarat că nu se mai regăsește în PSD, un partid care nu mai reprezintă interesele românilor și în care dacă cineva îndrăznește să aibă o altă opinie este pus la zidul infamiei.